# Makis Voridis

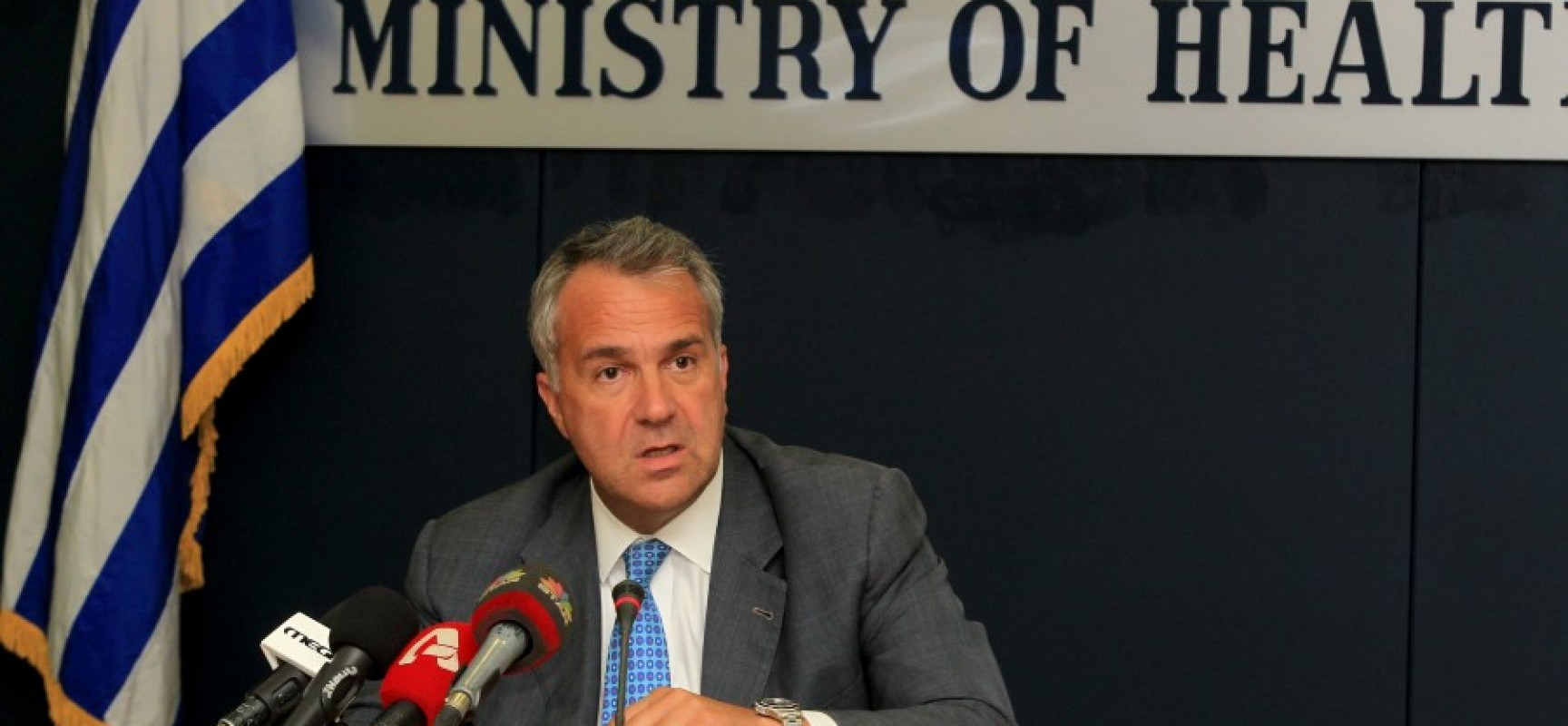
Makis Voridis

Mavroudis „Makis“ Voridis (griechisch Μαυρουδής «Μάκης» Βορίδης, * 1964 in Athen) ist ein griechischer Rechtsanwalt und Politiker. Der ehemalige Anführer, Vorsitzende und Gründungsmitglied mehrerer rechtsextremer Gruppen und Parteien war Verkehrsminister der Übergangsregierung Papadimos für die rechtspopulistische LA.O.S. Nach seinem Wechsel zur konservativen Nea Dimokratia 2012 übernahm Voridis deren Fraktionsvorsitz im griechischen Parlament, zuletzt war er Gesundheitsminister im Kabinett Samaras.

## Karriere
Makis Voridis hat ein Studium an der Universität London mit dem Titel Magister der Rechte abgeschlossen.
Als Jugendlicher war er in der faschistischen Studentengruppe Eleftheri Mathites (Ελεύθεροι Μαθητές ‚Freie Schüler‘) am Athens College aktiv.
Voridis übernahm 1985 von Nikolaos Michaloliakos die Jugendführung der nationalistischen EPEN, die sich für die Freilassung der Junta-Offiziere und die Rückkehr des Königs einsetzte. Nach Voridis’ Ansicht standen diese Parteiziele einer Modernisierung entgegen, deshalb gründete er 1994 die rechtsgerichtete Elliniko Metopo nach dem Vorbild seines Freundes Jean-Marie Le Pen und war deren Vorsitzender. Zwei Mal – 1998 und 2002 – war Voridis Kandidat für das Amt des Athener Oberbürgermeisters. Die Elliniko Metopo verfügte über enge Verbindungen zur französischen Front National. Voridis, unterhielt persönliche Kontakte zu Le Pen und Carl Lang. Zwar war die Partei in den Vorjahren nie ins griechische Parlament eingezogen, nach dem desaströsen Ergebnis von 2004, das unter 0,1 % lag, wechselte jedoch die gesamte Parteiführung im Herbst 2005 zur LA.O.S-Partei. Nach der Parlamentswahl 2007 war Voridis bis 2009 Abgeordneter für die erstmals im griechischen Parlament vertretene LA.O.S-Partei. In der Übergangsregierung Papadimos war er vom 11. November 2011 bis 17. Mai 2012 Minister für Infrastruktur, Verkehr und Netzwerke. Nach dem Ausscheiden der LA.O.S aus der Regierung im Februar 2012 trat er zur Nea Dimokratia über. Seit der Parlamentswahl im Mai 2012 war Voridis Abgeordneter der Nea Dimokratia und übernahm nach der Parlamentswahl im Juni 2012 den Fraktionsvorsitz. Vom 10. Juni 2014 bis 26. Januar 2015 war Voridis Gesundheitsminister im Kabinett Samaras.

## Positionen
Voridis sagte 2003 in der extrem rechten Zeitschrift Ellinikes Grammes  zum Tagebuchs der Anne Frank und der nachweislich antisemitischen Fiktion Die Protokolle der Weisen von Zion, dass die Authentizität beider Werke von Historikern bewertet werden solle, was vielfach als implizite Anspielung auf rechtsextremes Gedankengut aufgefasst wurde.